# Pòssum de Johnston
El pòssum de Johnston (Trichosurus johnstonii) és una espècie de marsupial de la família dels falangèrids. És originari d'Austràlia, on viu al nord-est de Queensland.